# Chichén Itzá
Chichén Itzá est une ancienne ville maya située entre Valladolid et Mérida dans la péninsule du Yucatán au Mexique. Chichén Itzá est l’une des plus grandes et des plus influentes colonies mayas de la période classique tardive et terminale (600-1000 apr. J.-C.) et fut probablement, au Xe siècle, le principal centre religieux du Yucatán. Il reste aujourd’hui l’un des sites archéologiques les plus importants et les plus visités de la région. Le site a été classé au patrimoine mondial de l'UNESCO en 1988, et a été élu, le 7 juillet 2007, comme l'une des sept nouvelles merveilles du monde après un vote controversé organisé par la New Seven Wonders Foundation.
La présence d'une cité maya à cet endroit est due à la présence d'au moins 2 puits naturels (cénotes) qui constituaient un trésor inestimable dans cette région dépourvue d'eau. Le site doit d'ailleurs son nom à cette source d'eau souterraine : Chi signifie « bouche » et Chén, « puits ». Itzá (« sorcier de l'eau » en maya yucatèque) est le nom du groupe qui, selon les sources ethnohistoriques, constituait la classe dirigeante de la cité.
À plus d'un égard Chichen Itzá demeure une énigme : sa chronologie, à cheval sur le Classique terminal et le Postclassique ancien, demeure floue ; l'identité des Itzá est incertaine et, surtout, la nature exacte des liens indéniables entre la cité maya et le Mexique central fait toujours l'objet de débats.

## Histoire

### Époque préhispanique
Les premières traces d'occupation et de construction, à Chichén Itzá, ont été datées du VIIIe ou IXe siècle. Le plan architectural final a été développé au Xe siècle, avec l'émergence du pouvoir régional de la cité, qui devint la capitale de la zone du centre à la côte nord du Yucatán, et dont le pouvoir s'étendait jusqu'aux côtes est et ouest de la péninsule. Selon les données dont disposaient les archéologues en 2003, Chichén Itzá aurait perdu ce pouvoir régional et se serait dépeuplée au XIe siècle.

#### Époque classique
Le premier essor de la ville a lieu au cours de la période épiclassique (VIIe – VIIIe siècle). À cette époque les Mayas occupent un territoire d’environ 325 000 km carré soit les États actuels du Yucatán, Campeche, la moitié de Chiapas et Tabasco, les territoires de Quintana Roo, la République du Guatemala, le Bélize et la partie occidentale du Honduras. Les peuples qui occupaient cette vaste zone avaient le même tronc ethnique et parlaient la même langue avec des dialectes différents. La vie économique tournait autour de la culture du maïs. Il y avait un ensemble de provinces autonomes. Ces dernières développaient quelques particularités singulières mais l’appartenance au groupe maya était marquée et il y avait une forme d’unité globale.
Parallèlement l’âge d’or de Caracol et de Calakmul s’achève comme il a commencé : par la guerre. Tikal triomphe de la première en 680 et de la seconde en 695. Tikal rentre dans une nouvelle ère de prospérité, à ce moment-là les grandes alliances prennent fin, on voit surgir des dynasties locales qui développent chacune leur propre culture et on voit l’effondrement de divers secteurs dans les terres basses, cependant dans la péninsule du Yucatan on constate une grande période d’épanouissement. La diversité des royaumes classiques se fait surtout ressentir dans cette dernière ou l’on constate 4 grandes zones au Classique récent : Chichén Itzá, au nord ; Rio Bec au centre ; Coba, à l’est  et celle du Puuc au nord-ouest.
Chichén Itzá devient le centre politique dominant des basses terres mayas du nord pendant le Classique terminal (800-1000 apr. J.-C.), une période où la plupart des autres sites mayas classiques des basses terres du sud et du nord connaissent un effondrement politique.
Durant cette période Chichén Itzá est un centre cérémoniel d’une certaine importance à en juger les édifices qui sont bâtis : La Maison colorée, le Temple des Trois Linteaux, la Maison des Nonnes… Ces bâtiments sont semblables aux constructions contemporaines qui se font à Uxmal, Kabah, Sayil ou encore Labna. Le style est totalement maya sans influences étrangères. Ces édifices sont datés entre le VIIe siècle et le Xe siècle.
La plus ancienne date en écriture maya découverte à Chichén Itzá équivaut à l'an 832. La période 850-875 regroupe quant à elle la majorité des inscriptions datées de la ville.

#### Époque postclassique
Aussi appelée époque maya-toltèque, cette période est marquée par des changements brutaux dès le début du Xe siècle. Ces changements sont dus à l’arrivée d’étrangers sur le territoire maya. Ces derniers arrivent selon la tradition historique au retour des Itzas après un long séjour à Champoton. Ainsi les chroniques mayas racontent qu’au Xe siècle des étrangers, probablement associés à des guerriers du centre du Mexique, sont arrivés. Quelques chercheurs, en particulier J. Eric S. Thompson, les identifient comme de langue maya-chontal. Ils s’appellent les Putunes et s’établissent dans le Golfe du Mexique. Ils contrôlent le commerce maritime. Une branche des Putunes-Chontales, appelés les Itzaes s’installent a Chichen Itza, leur chef est le dénommé Nacxit Xuchit, il arbore le titre de Serpent à plumes (Quetzalcoatl chez les Nahuas, Kukulcan chez les Mayas du Yucatan). Ils sont considérés comme les diffuseurs de nouveaux éléments culturels venant du Haut Plateau Central Mexicain. De plus, la religion orale et les sources du XVIe siècle, incluant les prophéties du Chilam B’alam K’atun (une histoire prophétique circulaire) associaient Chichén Itzá avec les Mayas Itza, caractérisés comme des étrangers porteurs de nouveaux cultes, sanglants, idolâtres avec d’importants rituels de sacrifices humains. De fait, le Postclassique maya péninsulaire est souvent considéré comme la période de la « chontalizacion » et de la « mexicanisation » c’est-à-dire l’époque où les différents traits culturels du Sud-Ouest de la Péninsule du Yucatan, de la Côte du Golfe et plus tard du centre du Mexique sont incorporés à l’art, à l’architecture, à la céramique, à la religion et à d’autres sphères de la vie quotidienne. On a donc un impact sur les sociétés qui optent pour des tactiques militaires originales et le culte de nouvelles divinités. Ainsi entre 1000 et 1050 Chichén Itzá fut la puissance principale du Yucatan. De nouvelles idées, reprises du fond maya ou importées du Mexique central, ont favorisé l’essor de la ville en tant qu’état conquérant et comme centre de pèlerinage religieux. L’influence de la cité se fit sentir dans bon nombre d’enclaves comme Seibal au Guatemala et Nohmul au Belize. Sans doute aussi les autorités se sont-elles impliquées dans le commerce maritime international à partir du port d’Isla Cerritos. Avec une forte activité militaire et des cultes rénovés cette activité marchande a surement aidé la cité à surclasser ses adversaires. De Chichén Itzá, un nouveau gouvernement impose, pendant 200 ans, une couleur et un rythme différents aux vastes régions du Yucatan. L’innovation apparait en architecture dans la vie quotidienne officielle et domestique la sculpture, la peinture murale ou la confection de poteries. D’un point de vue économique, les guerres de conquête, les impôts et l’ouverture de routes commerciales sont caractéristiques de cette période. Cependant cette prépondérance fut de très courte durée.
Le centre cérémoniel nord du site, connu sous le nom de Nouveau Chichén, a été en grande partie construit après 900 après J.-C. et comprend la plus grande structure du site, El Castillo, également connu sous le nom de Temple de Kukulcán.
La date la plus récente inscrite à Chichén Itzá en écriture maya évoque l'année 998 et a été découverte dans le temple dit de l'ossuaire (Osario).

### Époque décadente
L'activité des élites à Chichén Itzá a décliné au cours du XIe siècle après J.-C., avec une dernière date inscrite dans le calendrier en 998 après J.-C., mais le site a continué d'être un centre rituel et de pèlerinage important pendant la période coloniale et au-delà.
En un siècle, voire en quelques décennies seulement, la ville déclina. Chichén Itzá perd son pouvoir politique vers 1250 et le clan familial Cocom dirigea l’établissement d’une nouvelle capitale à Mayapan. On ne construit plus et la végétation reprend ses droits. Cependant des pèlerinages ont encore lieu au Cénote Sacré. Mayapan remplacera donc Chichén Itzá tout en étant influencée par l’ancienne cité victorieuse. Toutefois, les états successeurs de la période post-classique régnèrent sur le Yucatán avec une architecture moins spectaculaire et des populations moins nombreuses. Avec la fin du post-classique s’achève la centralisation du contrôle politique dans le nord de la péninsule du Yucatan. Mayapan est détruite entre 1440 et 1460, pour laisser place à des provinces indépendantes jusqu’à l’arrivée des Espagnols. Après la conquête, Don Francisco de Montejo s’établit à Chichén Itzá mais sera chassé par les locaux.

#### Quid de la population?
Les sources archéologiques et ethno-historiques indiquent souvent que Chichén Itzá fut détruite. Les structures majeures furent désacralisées. Les Mayas Itza ont migré vers le sud pour s’installer sur les rives du lac Peten Itza nommé d’après eux. Les récentes études attestent de contacts entre les Itzas du Peten central et ceux du Yucatan septentrional. Ces derniers tomberont sous le joug espagnol en 1526 et ceux qui étaient cachés dans la forêt en 1697[réf. nécessaire].

#### Quelles sont les raisons de cette chute?
Avec le déclin puis la défaite des rivaux Puuc et Mayas orientaux le flot des contributions et de la main d’œuvre servile se tarit, précipitant paradoxalement le déclin de l’État victorieux probablement vers 1050 ou 1100. Peut-être aussi la cité fut trop prédatrice ? Il y a également des hypothèses climatologiques.
En réalité parler de chute fausse un peu l’idée que l’on a de la fin de la civilisation. Ainsi une civilisation étant un ensemble complexe d’institutions édifié sur le partage d’un certain nombre d’idées et de concepts religieux, politiques et économiques une civilisation ne meurt jamais tout à fait. Ainsi aujourd’hui on compte deux millions et demi de Mayas repartis en 28 groupes linguistiques[réf. souhaitée].

### Histoire moderne

#### Fouilles archéologiques

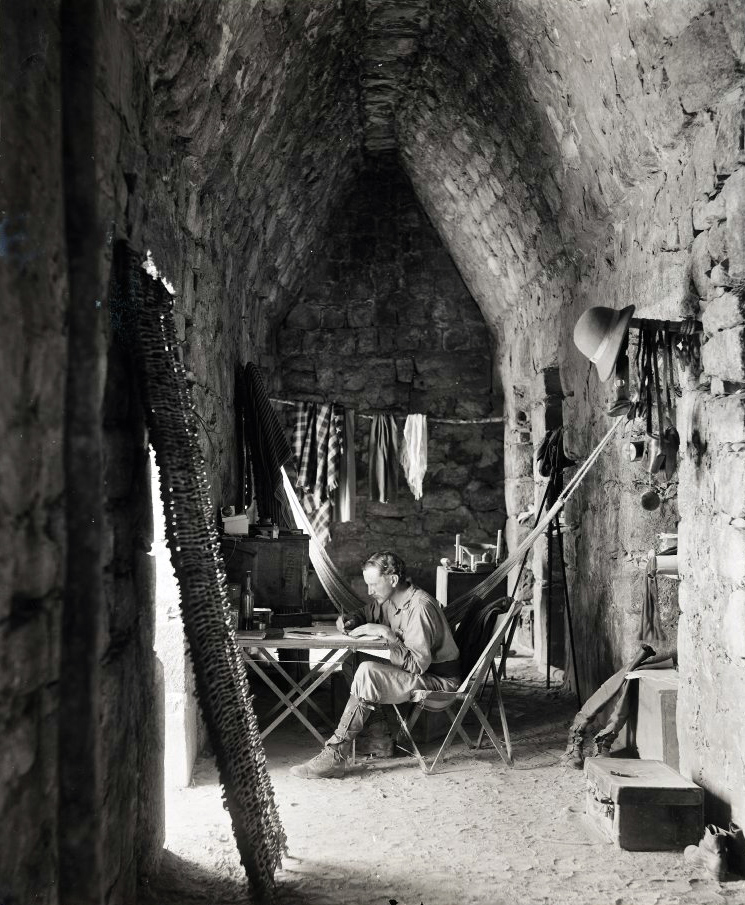
Alfred Maudslay à Chichén Itzá en 1889.

À l'époque de la Conquête, les Conquistadors espagnols firent du site la première capitale du Yucatán (1532), mais l'abandonnèrent rapidement.
Au milieu du XIXe siècle, Chichen Itzá fut exploré par John Lloyd Stephens et Frederick Catherwood. En 1894, Edward Herbert Thompson fit l'acquisition de la plantation sur laquelle se trouvait le site. Il fut le premier à remonter des artefacts mayas à la surface du cénote (1904), en plongeant en scaphandre. Le produit des fouilles fut expédié au Peabody Museum[réf. souhaitée]. À la suite d'une plainte de Teobert Maler, le gouvernement mexicain réclama la restitution de ces trésors archéologiques. En 1944, La Cour suprême du Mexique rendit un jugement en faveur de Thompson. En 1959, eu égard au ressentiment persistant des Mexicains, le Peabody Museum restitua une partie des objets. Des fouilles scientifiques de grande envergure furent menées au XXe siècle par la Carnegie Institution, notamment sous la direction de Sylvanus Morley.

#### Travaux de restauration
Plusieurs campagnes de restauration ont été menées à Chichén Itzá. Les premiers travaux de grande ampleur furent commencés en 1922, sous la direction de Manuel Gamio,. La dernière campagne de restauration, commencée en 2011 et encore inachevée, est la plus ambitieuse.

#### Tourisme et économie

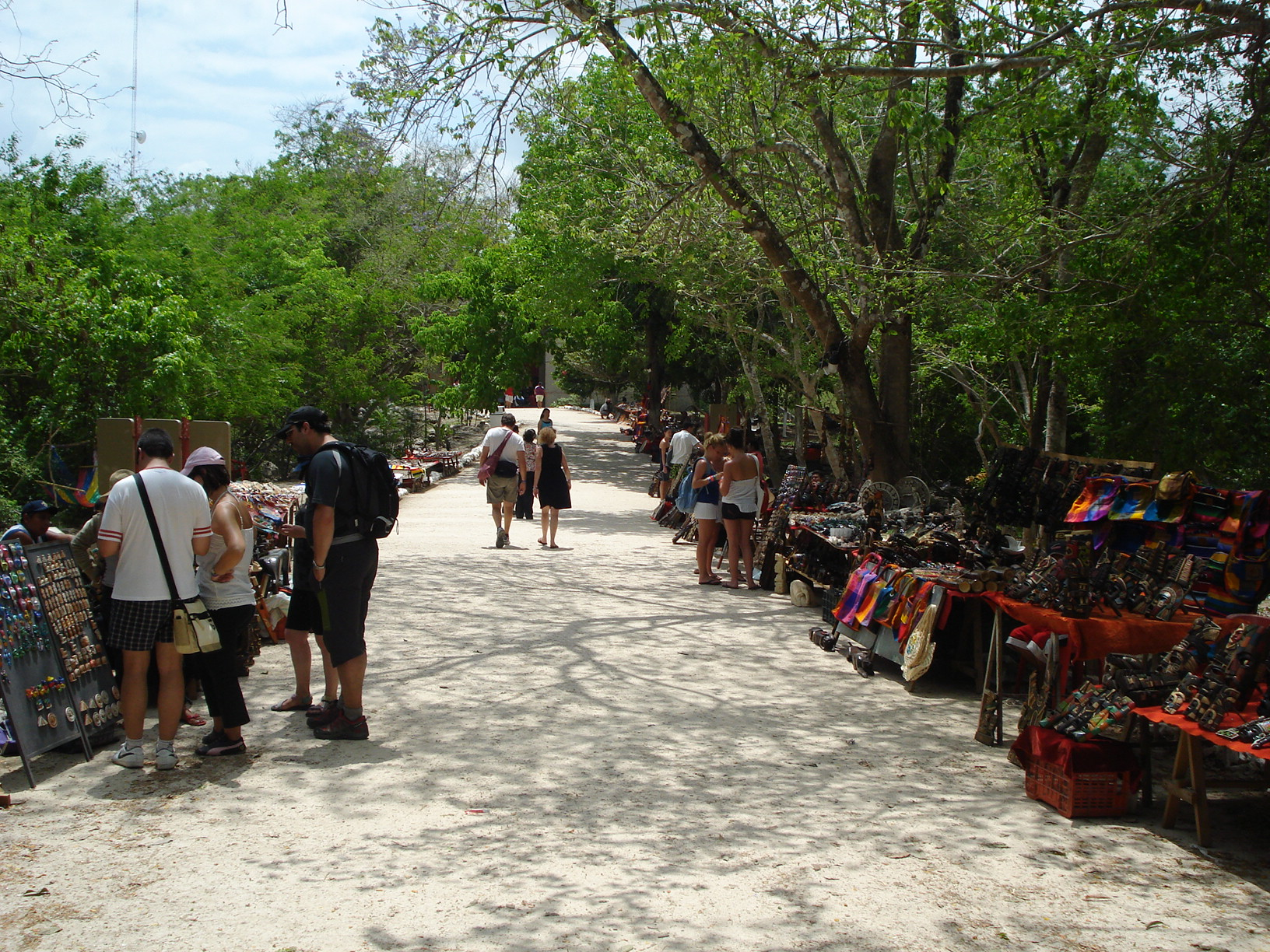
Les allées à l'intérieur du site archéologique sont bordées de nombreux étals de souvenirs et de produits plus ou moins inspirés de l'art et de l'artisanat mésoaméricains.

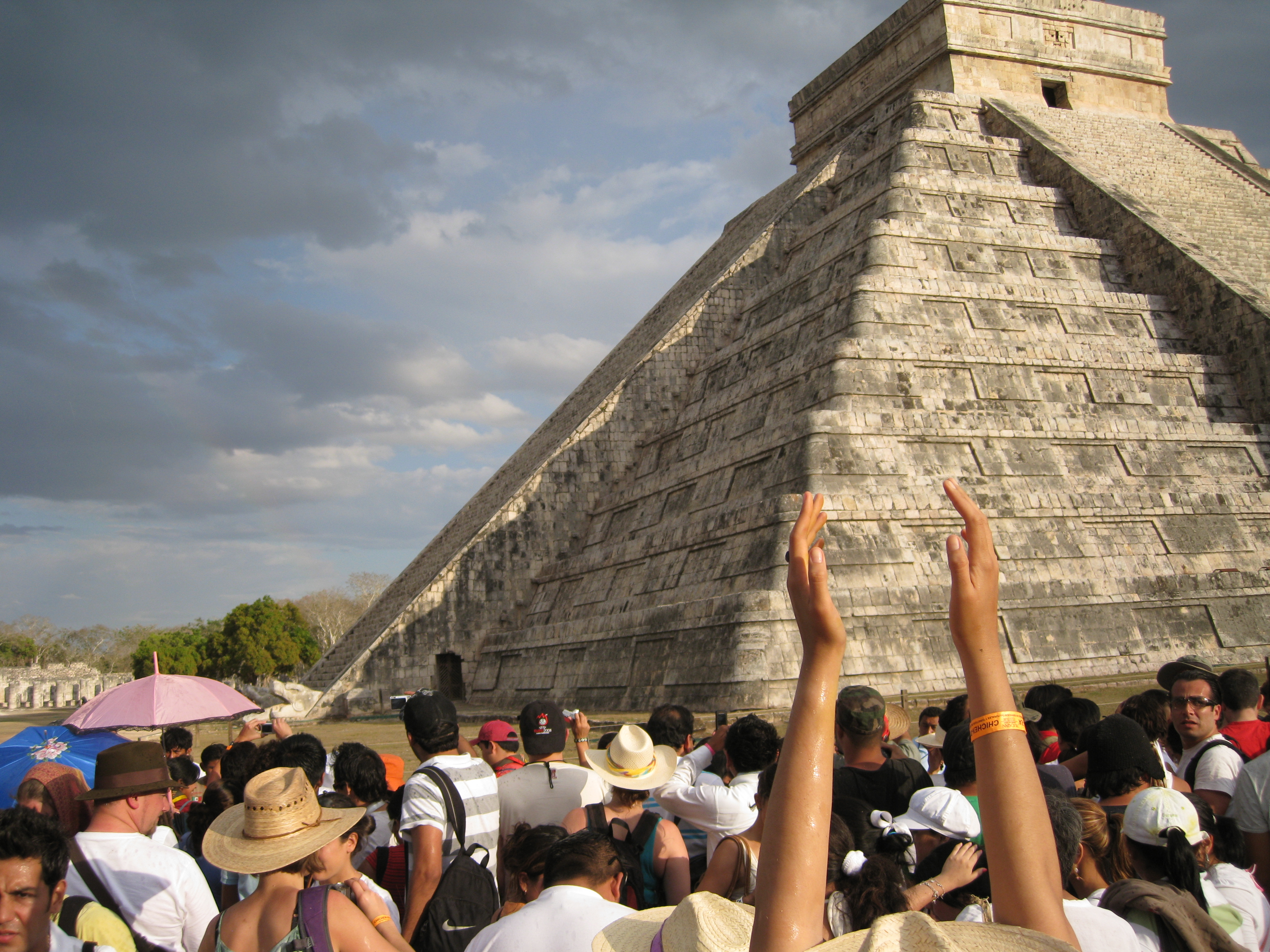
L'ombre projetée par le Soleil sur la pyramide de Kukulcán lors des équinoxes.

Un aéroport (« Aeropuerto de Chichén Itzá del Estado de Yucatán », code AITA : CZA) a été construit en 2001 à environ 16 kilomètres du site de Chichén Itzá pour le transport de marchandises et d'hommes.

## Description du site

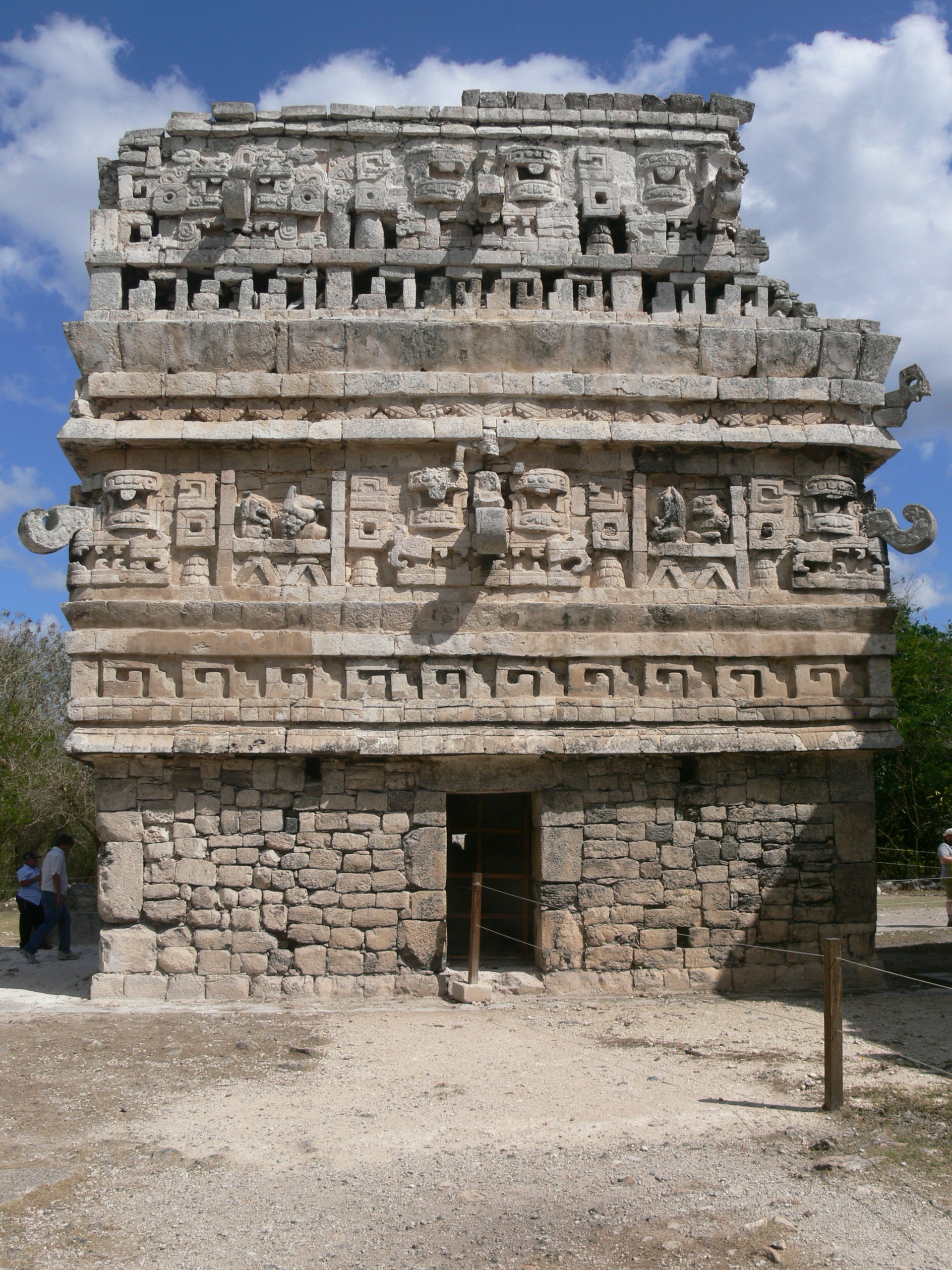
Édifice appelé « La Iglesia » (l'église).

Deux secteurs d'architecture différente coexistent à Chichen Itzá : le secteur sud, parfois appelé « Vieux Chichen », dont les édifices sont proches de ceux des cités puuc d'Uxmal, Kabah ou Labná, et le secteur nord, parfois appelé « Nouveau Chichen », aux bâtiments plus imposants, qui ressemblent à ceux du Mexique central, et plus particulièrement Tula, la capitale des Toltèques. Les appellations « Vieux Chichen » et « Nouveau Chichen » renvoient à la théorie Maya-toltèque, qui voit les deux styles se succéder dans le temps.
Le secteur nord est dédié à Kukulkán, le serpent à plumes. Il est composé de nombreux édifices dont les plus importants sont la grande pyramide (Castillo), le Caracol (Observatoire), le Grand Terrain de jeu de balle, le Cénote sacré, l'Osario (ossuaire, ou tombe du Grand Prêtre), le Groupe des mille colonnes, le Temple des Guerriers, le Tzompantli. La construction du site a lieu principalement après l'an 900.
Le secteur sud est composé d'édifices plus modestes : la Casa Colorada, la Casa del Venado, l'Iglesia (l'Église) et le Quadrilatère des Nonnes.
En de nombreux endroits, des traces de peinture révèlent que le site a été autrefois peint de couleurs vives.

### La pyramide de Kukulcán (ouEl Castillo)

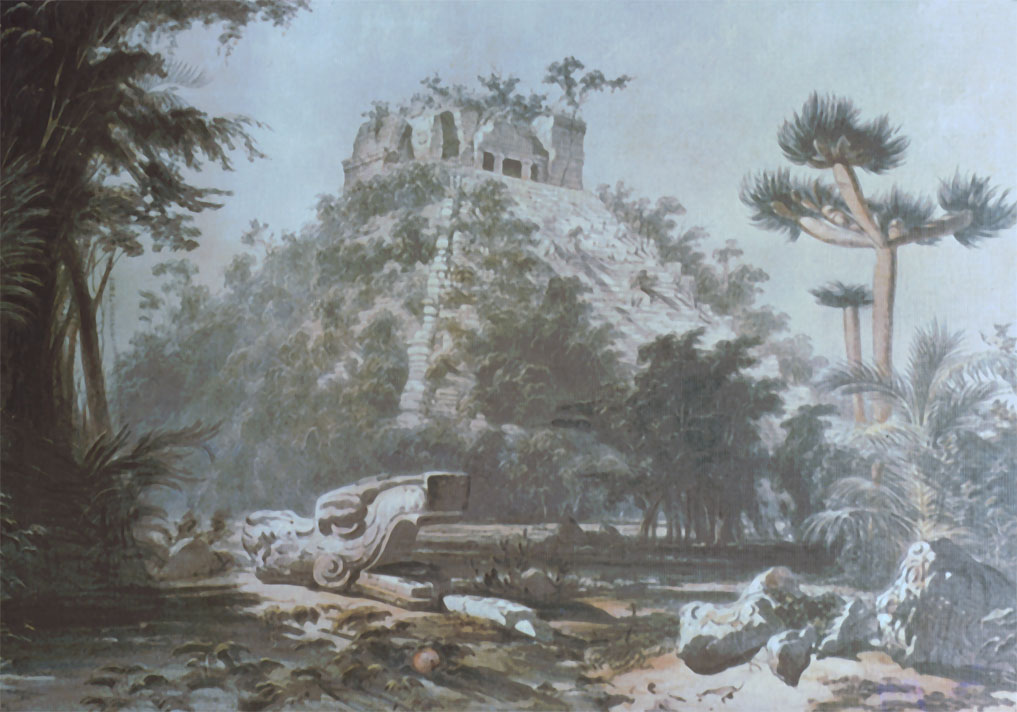
Le Castillo en 1843 à l'époque de John Lloyd Stephens et Frederick Catherwood.

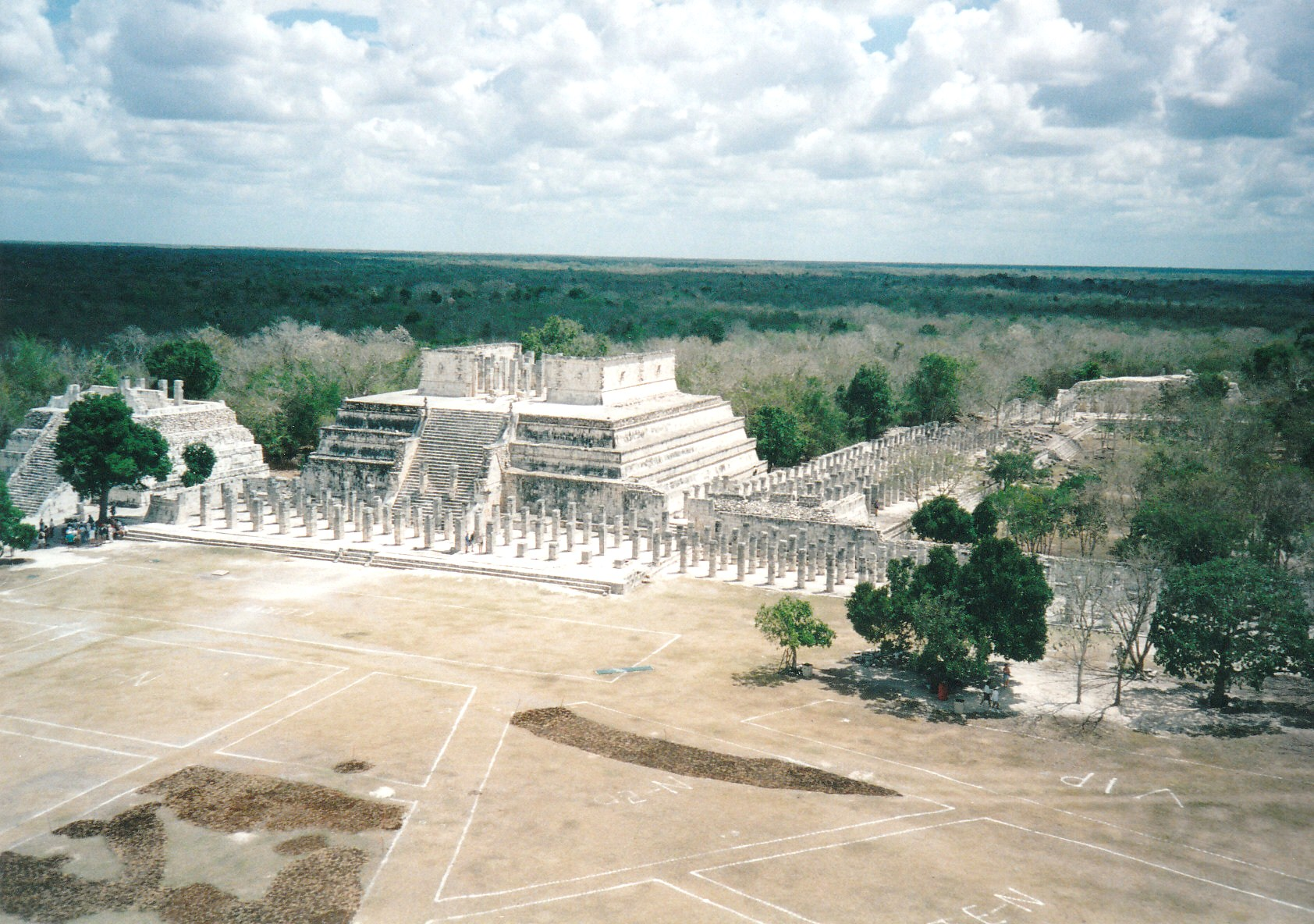
Vue du haut de la pyramide sur le temple des guerriers et les mille colonnes.

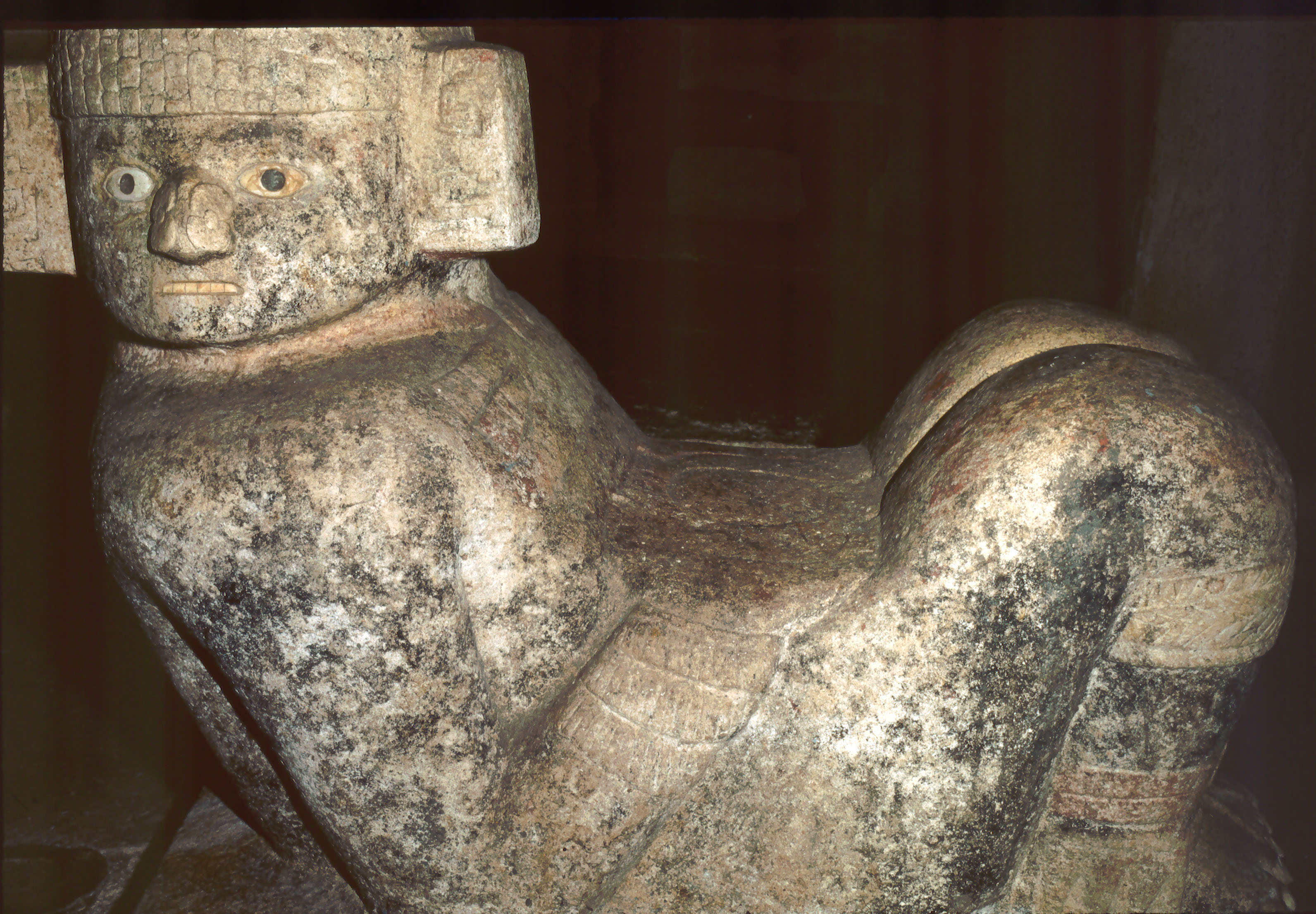
Chac-Mool de la substructure du Castillo.

L'édifice le plus important et le plus spectaculaire du site est une grande pyramide en terrasses, d’une hauteur de 24 mètres du sol à la plate-forme supérieure. Elle fut appelée El Castillo (château en castillan) par les conquistadors espagnols. Plus petite que celle de Uxmal haute de 40 m, la pyramide de Kukulcán se trouve dans un meilleur état de conservation. Du sommet de la pyramide, les autres édifices du site, ainsi que la forêt environnante (300 hectares), sont visibles.
La légende veut qu'à la fin du Xe siècle, Chichén Itzá ait été occupée par les Toltèques conduits par le légendaire Quetzalcóatl, le Serpent à Plumes, chassé par une faction rivale de la capitale toltèque, Tula, au nord de l'actuelle Mexico. Le Castillo, attribué à ces étrangers, présente des innovations architecturales qui tournent autour du thème du Serpent à Plumes.
La pyramide a une base carrée et une vocation calendaire. En effet, la civilisation maya a développé à un degré très avancé l’astro-architecture qui consiste à allier les connaissances astronomiques au savoir-faire architectural.
Ainsi, la pyramide présente quatre faces chacune divisée en neuf plateaux et portant quatre escaliers ayant chacune 91 marches, plus une marche pour la plateforme correspondant aux 365 jours du calendrier solaire. L’orientation et la construction de la pyramide sont telles qu'au moment précis des équinoxes de printemps et d'automne, le soleil produit avec les arêtes de la pyramide une ombre portée qui fait croire que les grosses têtes de serpents au pied des escaliers de la pyramide sont prolongées par le corps ondulé d'un serpent. Ce serpent n'est autre que le dieu Kukulkan ou « serpent à plumes ». Ce phénomène provoque un afflux très important de touristes à cette époque.
La pente raide des escaliers a causé plusieurs décès, menant à l'interdiction de l'ascension de la pyramide en 2007.
La grande pyramide fut érigée par-dessus une plus petite, préexistante : en 1936, les archéologues ont retrouvé cette sous-structure enfouie sous l'édifice que les touristes admirent actuellement. À son sommet se trouve un petit temple en bon état de conservation qui contient un trône de pierre sculpté en forme de jaguar aux yeux de jade auquel fait face un chac-mool, sur lequel on déposait des offrandes. Un tunnel très étroit dont l’entrée est située sous l’escalier permet d’y accéder.
La face nord diffère des autres en ce qu'elle comporte deux petites ouvertures sur le côté.
La pyramide comporte quatre grands escaliers. Lorsque l'on frappe des mains au pied de ces escaliers, depuis environ cinq à dix mètres, le bruit que renvoie l'écho ressemble à un cri d'oiseau, symbolique supplémentaire célébrant les dieux mayas.
L'exploration de la pyramide intérieure a révélé en 2016-2019 une seconde pyramide imbriquée.

### L'observatoire

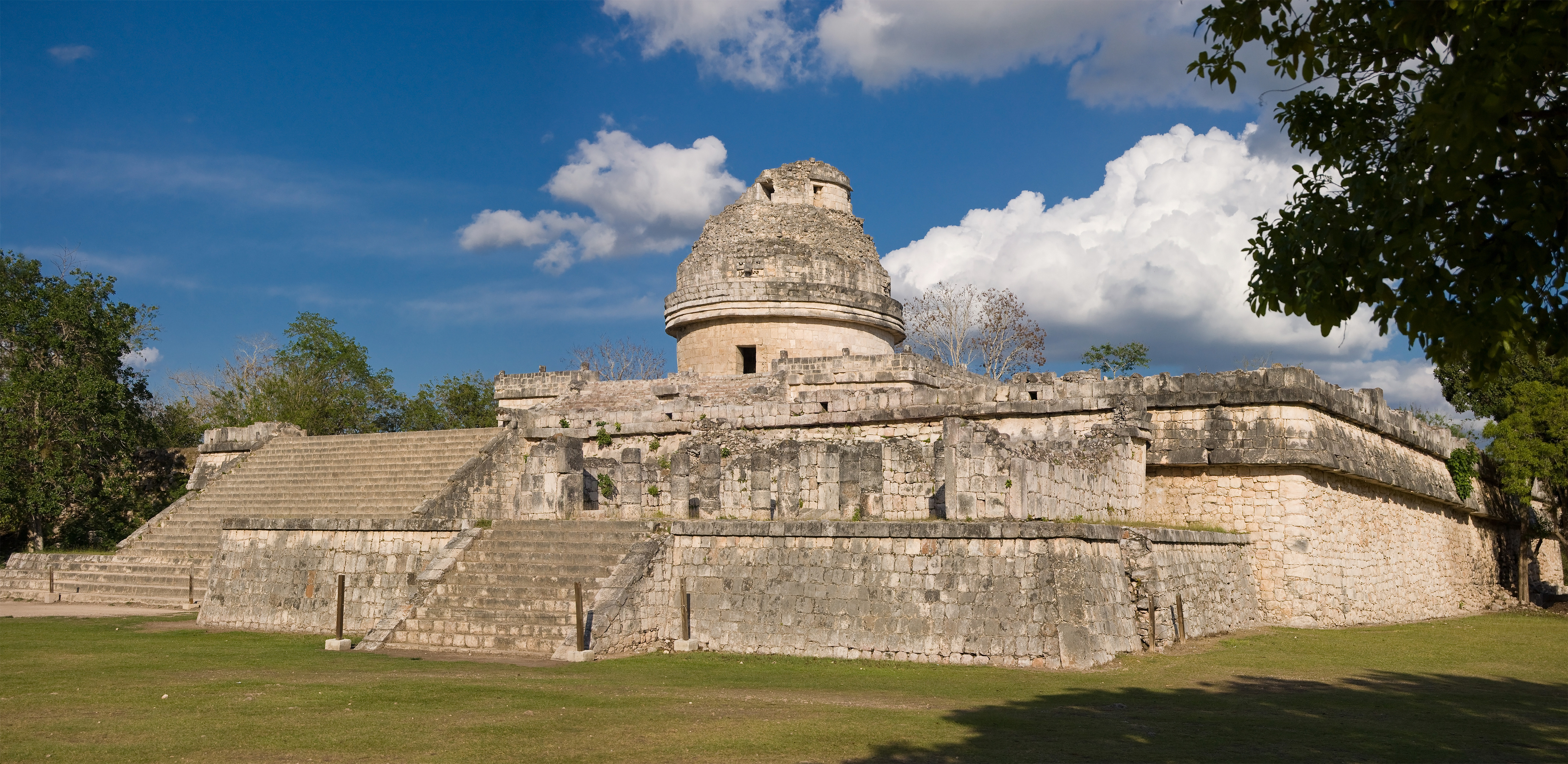
L'observatoire astronomique de Chichén Itzá.

L'observatoire (également appelé caracol ou escargot en espagnol) fait face à la grande pyramide et permettait aux Mayas d'étudier le mouvement des étoiles dont ils avaient une connaissance très précise. En effet, les « prêtres » mayas ne sortaient jamais la journée afin d'avoir un œil plus sensible leur permettant ainsi d'observer les étoiles sans aucun appareil. Il permet aussi de voir la planète Vénus attribuée au dieu Kukulcan (Dieu principal Maya). 

### Le grand terrain de jeu de balle

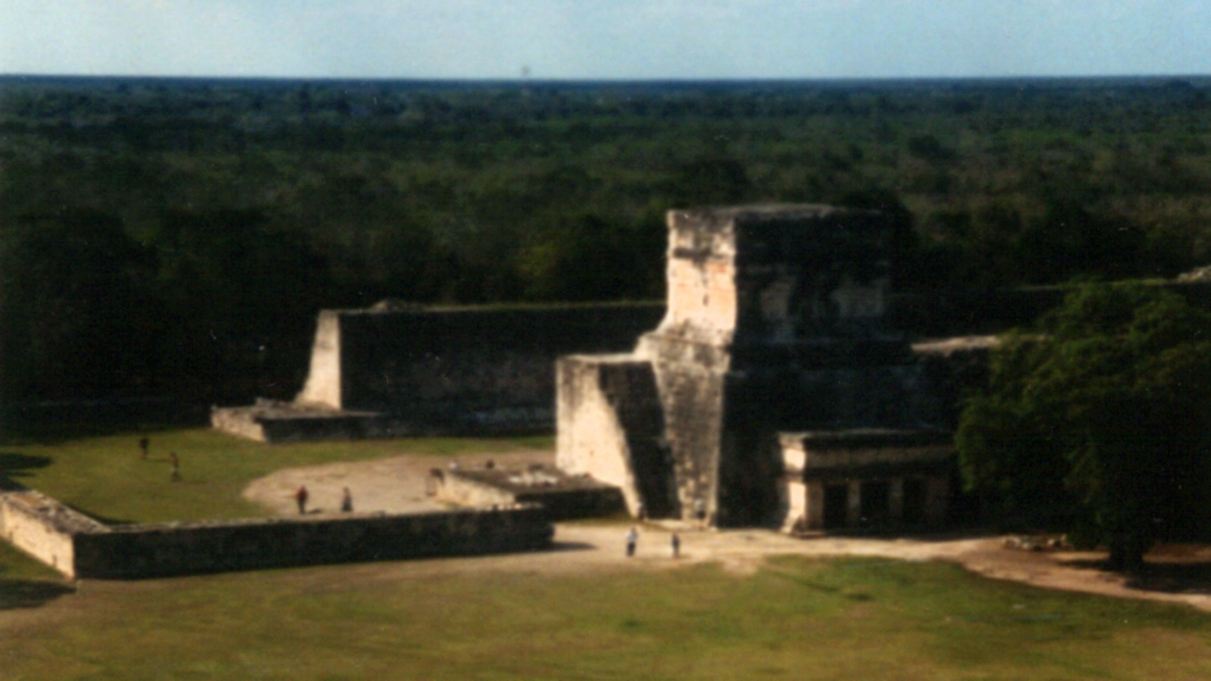
Juego de pelota : terrain de jeu de balle, de style maya toltèque.

John Lloyd Stephens fut le premier à identifier une structure qu'il baptisa « Gymnase » ou encore « Court de tennis ». Sa disposition lui rappela celle d'une structure semblable, équipée d'anneaux, à Uxmal, qu'il pensait destinée à des « jeux publics ». Il fit ensuite le rapprochement avec un texte du chroniqueur espagnol Herrera décrivant le « tlachtli », le jeu de balle tel qu'il était pratiqué par les Aztèques à l'époque de la conquête espagnole. Stephens conclut fort judicieusement qu'un jeu fort semblable existait à Chichen Itzá. Il s'agit effectivement non seulement du plus grand terrain de jeu de balle de Chichen Itzá - qui en compte treize, mais du plus grand de toute la Mésoamérique. Les dimensions exceptionnelles du Grand terrain de jeu de balle de Chichén Itzá amènent les archéologues à penser qu'il s'agissait ici plus d’une cérémonie que d’un sport. On pense, en s'appuyant notamment sur les grandes fresques en bas reliefs qui entourent le terrain, que lors des grandes fêtes une équipe représentant les forces de l'inframonde (le monde souterrain où les morts se rendaient - symbolisées par des jaguars) affrontait une équipe représentant la lumière (sous la forme d'aigles) avec une balle en caoutchouc (ils maîtrisaient la vulcanisation). Le match pouvait s'étendre sur plus d'un jour et selon les explications des guides sur place, la tête du capitaine de l'équipe perdante était tranchée par le capitaine de l'équipe gagnante et son sang était répandu sur le sol. Les Mayas associaient le sang à la vie et pensaient qu'il permettait donc une fertilisation du sol, améliorant les récoltes. Pour les Mayas, c'était un grand honneur ; la tête était ensuite empalée dans le mur prévu à cet effet juste à côté du stade de pelote. Le terrain de pelote présente des caractéristiques acoustiques surprenantes. Si l'on produit un son (par exemple en claquant dans ses mains) à droite du terrain, on peut entendre 7 échos. De l'autre côté, en se positionnant à la gauche, on peut entendre 9 échos. Les chiffres 7 et 9 étaient magiques pour les Mayas et apparaissaient fréquemment dans les structures des constructions de cette civilisation.[réf. nécessaire]

### Le temple des guerriers

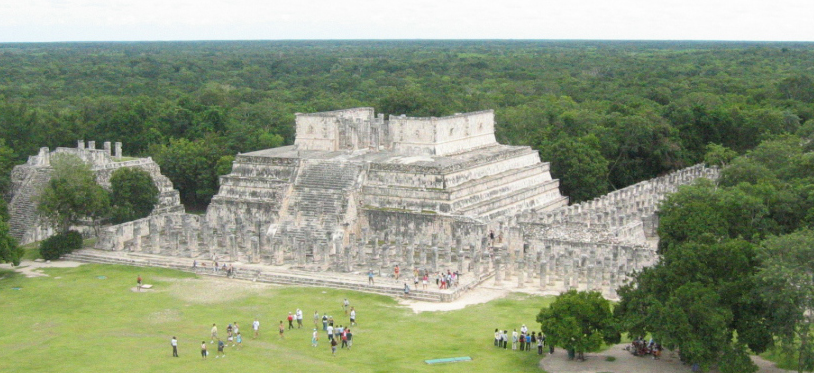
Le temple des guerriers jaguars.

Le temple des guerriers jaguars possède des fresques qui relatent la conquête de la péninsule par les Toltèques. L'entrée du temple (interdit au public) qui est construit sur une pyramide est délimitée par deux magnifiques piliers, posés sur deux énormes têtes de serpents et précédés par un chaac-mool : cet étrange personnage est sculpté dans la pierre dans une position à moitié couchée et reposant sur les coudes, de telle sorte qu'il soutient sur le ventre un plateau destiné à recevoir les offrandes faites au dieu (les cœurs des victimes sacrifiées). Tout près du temple des guerriers se dresse le temple des mille colonnes, chacune d'elles étant taillée en forme de serpent à plumes.

### Le cénote sacré et les meurtres rituels

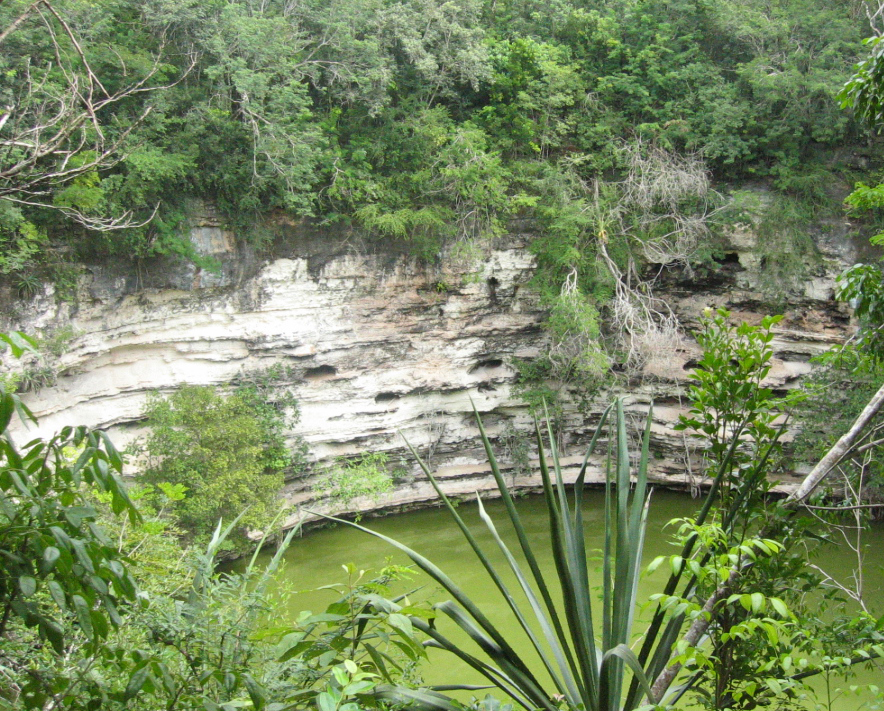
Cénote Sacré.

Un sacbé conduit à 300 m vers le nord, au cénote sacré, de 60 m de diamètre et 20 m de profondeur. Le dragage du cénote a permis de mettre au jour de nombreux objets d'or et de jade ainsi qu'un nombre important d’ossements. Ces ossements appartiennent à plus de 200 individus, dont une majorité d'enfants.
En 1967, un chultún reconverti contenant les restes de plus de 100 subadultes a été découvert près du cénote sacré. Comme pour les cénotes, les chultúns (citernes souterraines) sont associés au stockage de l'eau et également à des activités rituelles et partagent un symbolisme avec les grottes. Ces éléments souterrains ont longtemps été associés à l'eau, à la pluie et aux sacrifices d'enfants et sont largement considérés comme des points d'accès au monde souterrain maya. Compte tenu de l'emplacement et du contexte du chultún de Chichén Itzá, qui était également connecté à une petite grotte souterraine, on a supposé qu'il contenait des enfants sacrifiés pour soutenir les cycles agricoles du maïs ou donnés en offrande à la divinité maya de la pluie Chaac.
D'une manière générale, les preuves de meurtres rituels sont nombreuses sur tout le site de Chichén Itzá et comprennent à la fois les restes physiques d'individus sacrifiés ainsi que des représentations dans l'art monumental.
Les données génomiques obtenues à partir de 64 individus subadultes datant d'environ 500 à 900 après J.-C. qui ont été trouvés dans le chultún montrent que, contrairement aux restes humains du Cénote sacré, tous les individus analysés étaient de sexe masculin et que plusieurs individus étaient étroitement apparentés, y compris deux paires de jumeaux monozygotes. Selon Rodrigo Barquera et al. (2024), les jumeaux occupent une place importante dans la mythologie maya et mésoaméricaine au sens large, où ils incarnent des qualités de dualité entre divinités et héros. Comparant les subadultes du chultún à d'autres populations anciennes et actuelles de la région maya, l'analyse génétique apporte des preuves d'une continuité génétique à long terme, ce qui suggère également que les enfants sacrifiés à Chichén Itzá ont été obtenus auprès d'anciennes communautés mayas voisines. La comparaison génétique avec les populations actuelles de la région montre une continuité génétique avec les anciens habitants de Chichén Itzá.
Il arrivait occasionnellement qu'une victime réussisse à se maintenir à la surface et à survivre jusqu'à midi, auquel cas elle était repêchée en tant que sauvée des dieux et sa parole était alors écoutée par les prêtres comme prédiction.[réf. nécessaire]

## Structures supplémentaires
Le Tzompantli ou la plate-forme de crânes (Plataforma de los Craneos) montre l'influence culturelle claire du plateau central mexicain. Contrairement à la tzompantli des hauts plateaux, les crânes ont été empalés verticalement plutôt qu'horizontalement comme au Tenochtitlan.

## Grand Musée de Chichén Itzá
Article principal : Grand Musée de Chichén Itzá
Le Grand Musée de Chichén Itzá est un espace archéologique inauguré le 28 février 2024, situé dans la localité de Pisté, dans la municipalité de Tinum, au Yucatán. Il fait partie du Centre d'Accueil des Visiteurs (Catvi) et abrite plus de 1 000 pièces, dont 400 originales provenant de diverses institutions et des découvertes récentes liées au projet du Train Maya.
Le musée propose un parcours à travers l'histoire de Chichén Itzá à travers 14 axes thématiques, mettant en avant la Salle du Cenote Sacré, qui présente une recréation multimédia de ce site cérémoniel. Il expose également des sculptures de Chac Mool, une table en pierre avec des reliefs de captifs et des offrandes découvertes sur les sacbeo'ob (chemins mayas).
Avec une superficie de 3 400 m², le site comprend des salles d'exposition, des ateliers, des conférences et un centre gastronomique qui promeut la langue maya. Son emplacement permet aux touristes d'y accéder facilement depuis la gare de Chichén Itzá du Train Maya.

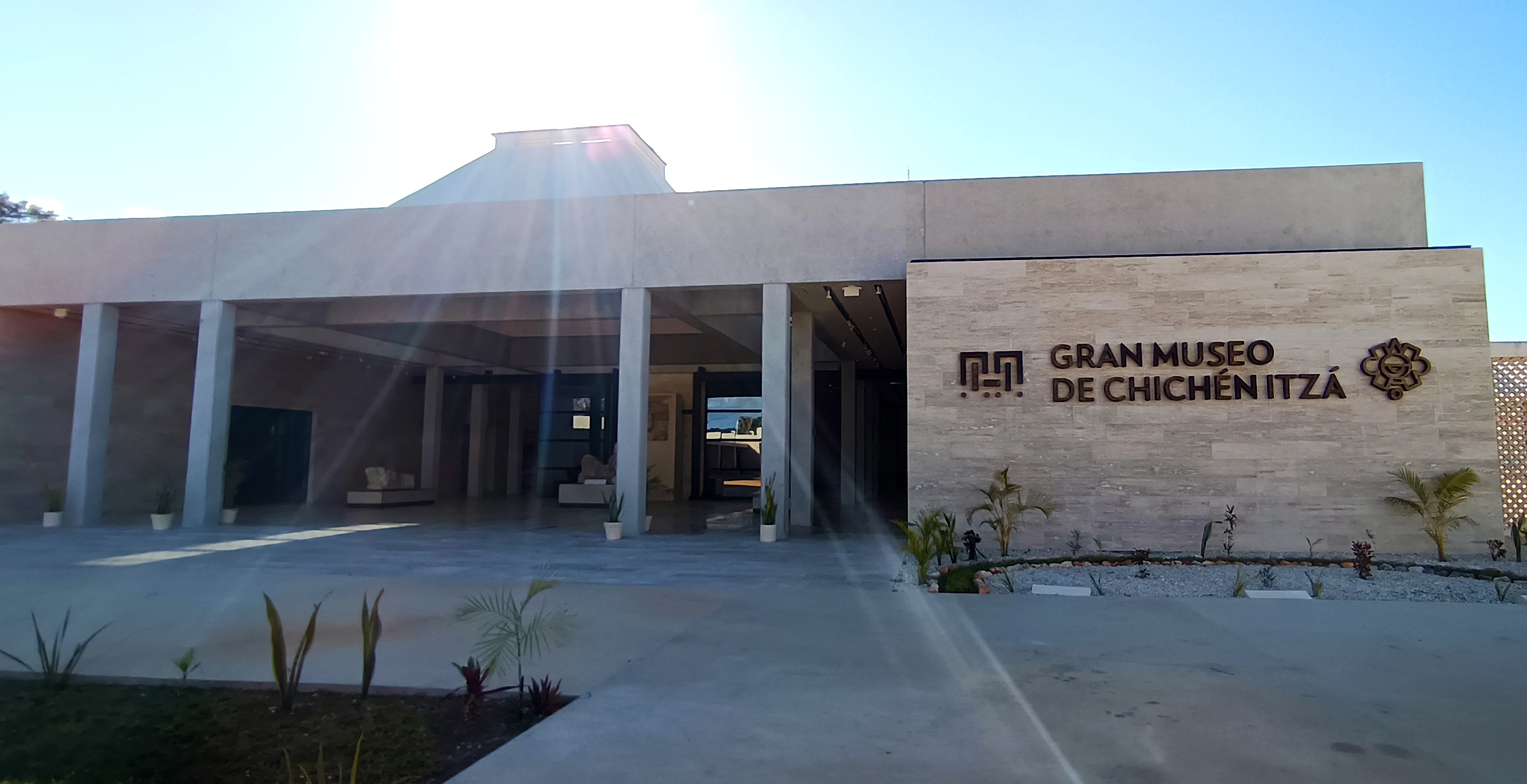
Entrée du Grand Musée de Chichén Itzá.
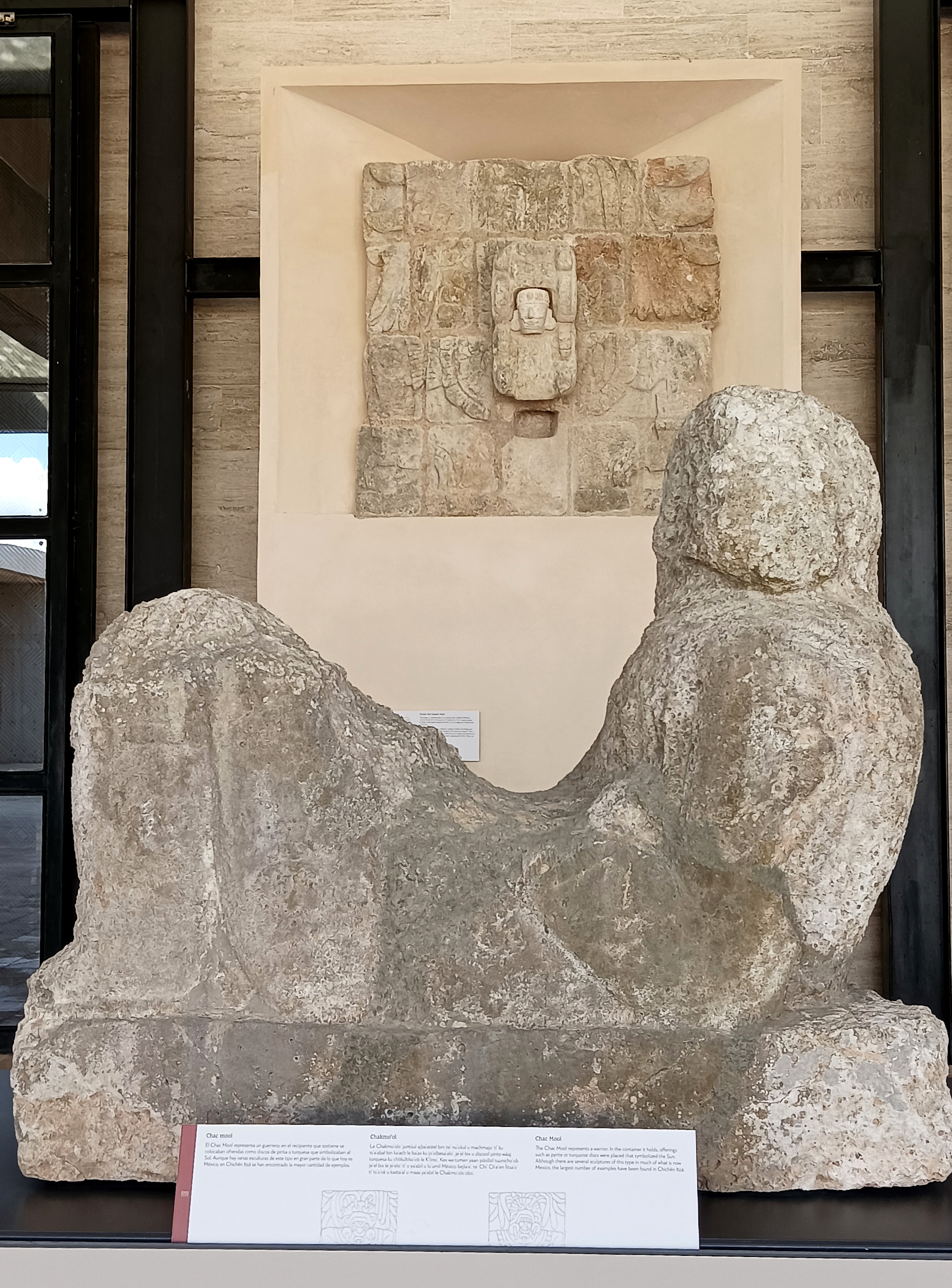
Sculpture de Chac Mool à l'entrée du musée.

## Dans la culture
Chichen Itza apparaît dans la série animée Chris Colorado. L'histoire se déroule dans un futur dévasté par la chute d'une météorite, et dans ce monde post-apocalyptique, la ville se trouve à proximité du nouveau pôle magnétique et est devenue la nouvelle capitale mondiale.
Hergé s'inspira de la pyramide de Kukulcán pour dessiner la « pyramide paztèque de Trenxcoatl ». Celle-ci est visible dans le pays fictif du San Theodoros, où se déroule sa bande dessinée Tintin et les Picaros, parue en 1976.
Dans la première partie de son roman uchronique Civilizations, Laurent Binet conduit la fille d'Erik le Rouge et ses compagnons à Chichen Itza. Les Groenlandais sont vainqueurs du jeu de balle, mais leur capitaine est malgré tout sacrifié par les Mayas.
Chichen Itza peut être construit comme merveille mondiale dans plusieurs opus de la franchise de jeux vidéo Sid Meier's Civilization (Civilization IV, Civilization V, Civilization VI, Civilization Call to power et Call to power II).